# 安哈特-貝恩堡的保琳
安哈特-貝恩堡的保琳（德語：Pauline von Anhalt-Bernburg，1769年2月23日—1820年12月29日），利珀親王妃，安哈特-貝恩堡親王腓特烈·阿爾布雷希特的女兒。

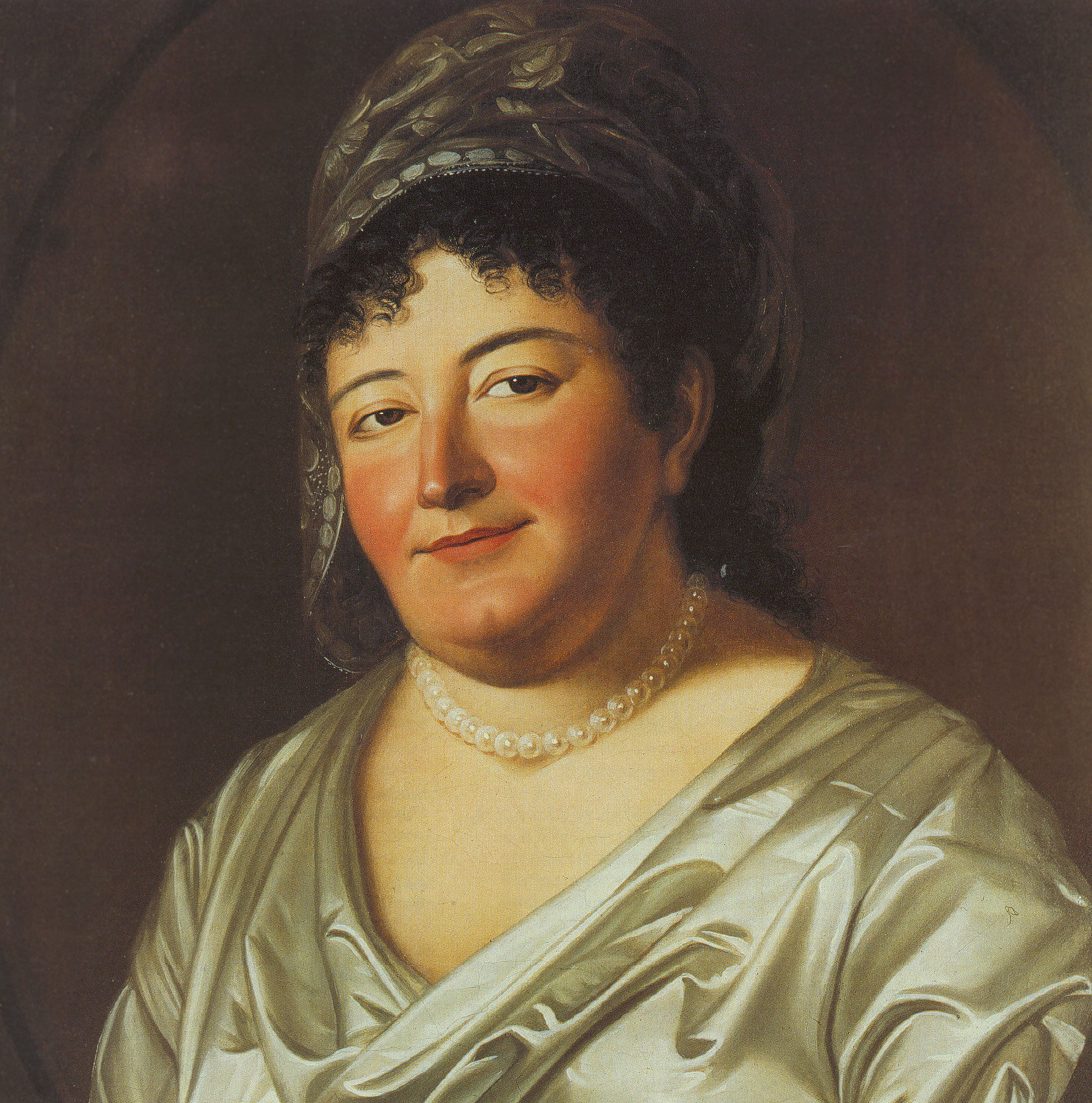
安哈特-貝恩堡的保琳

## 家庭
1796年，保琳與利珀親王利奧波德一世結婚，兩人共有兩個兒子：
1. 利奧波德（1796年—1851年）
2. 腓特烈（1797年—1854年）